# أحمد المعني
أحمد بن ملحم بن يونس معن كان أمير الدروز في جبل لبنان وجباية الضرائب في مناطق الشوف والمتن والغرب والجرد من عام 1667 حتى وفاته عام 1697. وكان آخر عضو في أسرة معن، وبعد ذلك انتقلت القيادة العليا إلى أقاربه المتزوجين من أسرة شهاب.

## الخلفية العائلية
كان أحمد أحد ابنيّ ملحم معن، والابن الآخر هو قرقماز. قدمت سلالة معن تاريخياً زعماء الدروز والملتزمين في منطقة الشوف في جنوب جبل لبنان. وسّع أمير المعنين فخر الدين الثاني قوتهم إلى ما هو أبعد من الشوف وفي أوائل القرن السابع عشر أصبح الرجل القوي على أجزاء كبيرة من بلاد الشام. خلال هذه الفترة، تولى هو وشقيقه، جد أحمد، يونس، ومعانون آخرون ولايات والتزام صيدا-بيروت (جبل لبنان ومينائي صيدا وبيروت) وصفد (الجليل وجبل عامل وميناء عكا). السنجق، بالإضافة إلى عدة مناطق مجاورة، بما في ذلك معظم إيالة طرابلس وناحية بعلبك. في حملة عسكرية عثمانية لتدمير سلطة المعينيين عام 1633، قُتل يونس والعديد من المعنيين وقبض على فخر الدين وإعدامه بعد عامين.
أفلت ملحم من القبض عليه، وبعد هزيمة منافسي معن على القيادة الدرزية من سلالة علم الدين، استعاد التزام نواحي الشوف والمتن والجرد والغرب، والتي شكلت مجتمعة ما يسمى بنواحي الشوف والمتن والجرد والغرب. منطقة "جبل الدروز" في صيدا-بيروت.

## الحكم والتمرد

### الغلبة على الدروز
خلف أحمد وقرقماز والدهما كزعيمين للدروز بعد وفاته عام 1658. في تلك المرحلة تقريبًا، تم تعيينهم أيضًا في التزام سنجق صفد، وحافظوا عليه حتى أواخر عام 1660. وقد واجهت قيادتهم على دروز جبل لبنان تحديًا من قبل زعماء دروز آخرين بدعم من الحكومة العثمانية، التي شنت حملة ضد حلفاء معن، وزعماء الحمادة المسلمين الشيعة في شمال جبل لبنان والمسلمين السنة شهاب أمراء وادي العرب. - تيم عام 1660. نفذت الحملة من قبل قوات السلطان بقيادة الصدر الأعظم كوبرولو محمد باشا وحاكم إيالة صيدا، وهو كيان إداري شكل في ذلك العام من سنجق صيدا-بيروت وصفد لتعزيز سيطرة الحكومة وجهود فرض الضرائب على الدروز. - المنطقة التي يهيمن عليها. أحدثت القوات فوضى في الريف لكنها لم تتمكن من تحديد مكان زعماء المتمردين ووسعت أهدافها لتشمل الإخوة معنيد عندما رفضوا التعاون في تسليم حلفائهم. تم تعيين الزعيمين الدروز المتنافسين علي علم الدين وسرحال عماد في الالتزام الذي كان يسيطر عليه ملحم سابقًا، بينما لجأ الإخوة معنيد إلى كسروان. في عام 1662، زُعم أن الأخوين وقعا في فخ عندما دعاهما محافظ صيدا للقاء ممثله لإعادتهما إلى الالتزام. وفي الاجتماع الذي أعقب ذلك قُتل قرقماز، لكن أحمد أفلت من القبض عليه.
بعد ذلك، حشد أحمد محاربيه الدروز ضد منافسيه الدروز. وفي الصراع الذي أعقب ذلك، يُعتقد أن أحمد كان يمثل فصيل "قيس"، بينما قاد أمير علم الدين "اليمن". أشارت هذه الانقسامات إلى التنافس السياسي القبلي بين قيس واليمن في أوائل الفترة الإسلامية، ولكن لم يكن هناك أي صلة فعلية معروفة بهذا الخلاف الذي دام قرونًا. في معركة قريبة من بيروت عام 1667، هزم أحمد وقيس الدروز اليمانيين بقيادة علم الدين والصواف المتن، مما دفعهم إلى مغادرة جبل لبنان واللجوء إلى دمشق.

## الملتزم جنوب جبل لبنان
بعد انتصاره في ذلك العام، تولى أحمد السيطرة على منطقة الالتزام التي كانت تحت سيطرة والده سابقًا والتي تضم الشوف والجرد والمتن والغرب وكسروان ذات الأغلبية المارونية.
في عام 1689، أصدرت الحكومة الإمبراطورية العثمانية استدعاءً لقوات من الحكام والقادة العسكريين للإيلات السورية إلى جبهة الحرب مع المجر، وهددت المسؤولين الذين فشلوا في التعاون مع الإعدام بأنهم كفار. كانت جدية الأوامر غير مسبوقة، كما كان التذكير في الأوامر بدور السلطان العثماني كخليفة، وعكس الحالة المزرية للجيش العثماني بسبب الحرب مع آل هابسبورغ المجري. تم صد الهجوم العثماني على فيينا عام 1683 وتسببت الحرب التي تلت ذلك في استنزاف كبير للموارد العسكرية للإمبراطورية وتراجعها المتزايد من الأراضي المجرية. أُمر أحمد بإرسال 500 فارس إلى المعسكر الإمبراطوري في أدرنة وتمت مخاطبته بعبارات تكميلية على أنه "مقر" "الإمارة". ومن الواضح أن أحمد لم يمتثل، حيث لا توجد مؤشرات على ذلك في السجلات المحلية أو السجلات الحكومية.
صدرت أوامر لأحمد بعد ذلك بعامين، وهذه المرة لمساعدة محافظي طرابلس ودمشق في القضاء على تمرد شيوخ الحمادة، الذين يشار إليهم فقط في السجلات الحكومية باسم قزلباش أو الرفافيد، وكلاهما مصطلحان مهينان يستخدمهما العثمانيون للمسلمين الشيعة. كان الأول يقصد ربطهم بالمتمردين الفرس الموالين للصفويين. الحمادة، الذين كانوا متعددي جبيل، جبة بشري والبترون، بدأوا تمردهم في منطقة التلال المحيطة بطرابلس بينما كان العثمانيون يتألمون من خسائرهم على الجبهة المجرية في ثمانينيات القرن السابع عشر. لقد هاجموا قلعة طرابلس عام 1684، وداهموا جبيل حوالي عام 1686 وألحقوا خسائر فادحة بالقوات الحكومية. على الرغم من أن العثمانيين تمكنوا من قتل العديد في حملة عام 1693، إلا أن العديد من آل حمادة ومقاتليهم هربوا ووجدوا ملجأً عند أحمد. وبمساعدة الأخير، صدوا القوات العثمانية التي طاردتهم إلى جبل الدروز، مما أسفر عن مقتل العديد من الجنود. رداً على حماية أحمد للحمادة، أمرت الحكومة الإمبراطورية بتعبئة قوات إيالة طرابلس وصيدا وقوات سنجق حماة وحمص وكلس للقبض على أحمد ورجاله وإعدامهم وإرسال رؤوسهم إلى العاصمة في القسطنطينية عام 1694. من الواضح أنه لم يأتِ شيء من هذا الأمر.
بين عامي 1694 و1695، صدرت العديد من الأوامر الإمبراطورية لضباط المقاطعات السورية للقبض على أحمد وقتله بسبب تحالفه المستمر مع الحمادة. في مايو 1695، أبطلت السلطات الإمبراطورية رسميًا سيطرة أحمد على التزامه، الذي كان يشمل في ذلك الوقت أيضًا نواحي إقليم الخروب ومرج عيون جنوب جبل الدروز. ودعا الأمر نفسه محافظي طرابلس وصيدا ودمشق، بالإضافة إلى قادة من حلب، إلى عزل ومعاقبة أحمد والحمادة. ونتيجة لذلك فر أحمد من معقله في الشوف ليلجأ إلى الشهابيين في وادي التيم. كان أحمد قد أقام علاقات زوجية مع العائلة عام 1674، عندما زوج ابنه موسى شهاب من حاصبيا؛ تزوجت عمته من حسين شهاب من راشيا عام.
عند إخلاء التزامه، قام العثمانيون بتثبيت منافسه الدرزي موسى علم الدين، الذي كان مقره في دمشق، في مكانه في دير القمر، المقر التقليدي لسلطة المعنيد في الشوف. قام أحمد والشهاب برعاية الانتفاضات ضد موسى، مما أجبره على الفرار من جبل الدروز إلى صيدا حيث كان يتمتع بحماية المحافظ. عاد أحمد بعد ذلك إلى دير القمر واستأنف السيطرة على الالتزام. أمرت الحكومة العثمانية، التي لم توافق على حكم أحمد العملي، حكام المحافظات السورية المختلفة بالمساعدة في إعادة موسى، الذي ظل الملتزم القانوني، وبعد ذلك تقليل العبء الضريبي على جبل الدروز لتعزيز شعبيته هناك.

## السنوات الماضية والوفاة
على الرغم من المحاولات الحكومية العديدة طوال تسعينيات القرن السابع عشر، ظل أحمد يتهرب باستمرار من القبض عليه أو العقاب. يعتقد أبو الحسين أن هذا كان مرتبطًا بنشر معظم القوات الحكومية على الجبهة المجرية وما ترتب على ذلك من نقص القوات الكافية لتنفيذ الأوامر الإمبراطورية ضد أحمد. أفاد الرحالة الإنجليزي هنري موندريل، عند زيارته لبيروت في مارس 1697، أن أحمد كان معروفًا بالبقاء دائمًا على أهبة الاستعداد طوال حياته، فكتب:
أميرهم الحالي [للدروز] هو أحمد، حفيد فاكاردين؛ رجل عجوز، يحافظ على عادة أسلافه، بتحويل النهار إلى ليل: ممارسة وراثية في عائلته، تنطلق من قناعة تقليدية بينهم بأن الأمراء لا ينامون بأمان أبدًا إلا في النهار، عندما تكون أفعال الرجال ومخططاتهم من الأفضل أن يراقبهم حراسهم، وإذا لزم الأمر، فمن الأسهل منعهم؛ ولكن ما يهمهم هو أن يكونوا يقظين دائمًا في الليل، خشية أن يمنح الظلام، بمساعدة نومهم، الفرصة للخونة والتشجيع على الاعتداء على أشخاصهم، وبالخناجر أو المسدس، لجعلهم يواصلون نومهم لفترة أطول مما كانوا عليه عندما كانوا. منوي.
وتوفي بسبب الشيخوخة أثناء نومه في دير القمر بتاريخ 25 سبتمبر 1697. توفي ابنه ملحم وهو صبي صغير عام 1680، وتوفي أحمد دون ذرية ذكر.

## خلافة الشهابيين
كان أحمد آخر أمير معني وكانت وفاته بمثابة نهاية لما يقرب من مائتي عام من سيطرة المعنيين على جبل الدروز. وفي أعقاب ذلك مباشرة، اجتمع شيوخ عائلات القيسي في جبل الدروز وربما شيوخ الموارنة في كسروان واختاروا بشير شهاب، ابن حسين شهاب وعمة أحمد معين، زعيما أعلى لهم وصاحب منصب أحمد. التزام. في حين أن منح الالتزام كان من صلاحيات الحكومة العثمانية، فمن الواضح أن السلطات في القسطنطينية وصيدا قبلت المبادرة المحلية. ولا يوجد ما يشير في السجلات الرسمية إلى أن سيطرة البشير على الالتزام استمرت حتى عام 1706، بعد وفاته. ربما كانت الحكومة، بعد أن واجهت ما يقرب من قرنين من التمردات الدرزية المتكررة وأكثر من عقدين من المجهود الحربي الكارثي في المجر، غير قادرة على الاهتمام بشكل فعال بمثل هذه الأمور في جبل لبنان.
هناك سلسلة من الأسباب وراء اختيار بشير شهاب، أهمها قرابته مع أحمد وآل معانس. ربما يكون الدروز قد سعوا أيضًا إلى اختيار مسلم سني كممثل لهم للحصول على تأييد العثمانيين السنة. وربما حالت المنافسات الداخلية بين شيوخ الدروز دون اختيار واحد منهم، وبالتالي اعتُبر البشير دخيلاً مناسباً ومحايداً. علاوة على ذلك، من الطبيعي أن يعتمد مثل هذا الدخيل على تفضيل الشيوخ للحكم.
في السجل الحكومي لعام 1706، تعترف السلطات بأن أحمد كان مسيطرًا على الالتزام، وأنه بوفاته، تولى البشير الصكوك القانونية والمتأخرات غير المدفوعة التي خلفها أحمد، والتي لم يحيلها إلى الحكومة، وأن حيدر شهاب، حفيد أحمد بزواج ابنته من موسى شهاب، كان سيحصل على الالتزام بشرط أن يدفع المتأخرات المستحقة. وفي أمر حكومي مختلف، يُشار إلى حيدر على أنه "الأفضل والأكثر وضوحًا من نسل ابن معن". بعد هزيمة حيدر والقيسي للدروز اليمانيين والقضاء على أمراء علم الدين في معركة عين دارة عام 1711، كان جميع حاملي التزام جبل الدروز وكسروان اللاحقين من نسله المباشر حتى وفاة حكم الشهابي سنة 1841.